# Togo (film)
A Togo 2019-ben bemutatott amerikai filmdráma, életrajzi film, amelyet Ericson Core rendezett.
A film megtörtént eseményeken alapul, az 1925-ös Szérumfutás két alakjáról, Leonhard Seppaláról és vezérkutyájáról, Togóról szól.
A forgatókönyvet Tom Flynn írta. A producere Kim Zubick. A főszerepekben Willem Dafoe, Julianne Nicholson, Christopher Heyerdahl, Michael Gaston és Michael McElhatton láthatók. A film zeneszerzője Mark Isham. A film gyártója a Walt Disney Pictures, forgalmazója a Disney+.
Amerikában 2019. december 20-án mutatták be a Disney+-on. Magyarországon 2022. június 14-én jelent meg a Disney+-on.

## Rövid történet
Egy szánhúzó kutyát kicsinek és gyengének tartanak ahhoz, hogy beteg gyerekek számára életmentő szérumot szállítson a vad északon.

## Cselekmény
1925 tele, Alaszka, Nome kisváros.
1913-ban Seppala és felesége, Constance egy újszülött szibériai husky kölyköt fogadnak szánhúzó kutyafalkájukba az alaszkai Nome-ban. Seppala azt javasolja, hogy a gyenge és alulfejlett kiskutyát azonnal adják oda valakinek, mert szánhúzásra alkalmatlannak látszik, Constance azonban határozottan támogatja, hogy adjanak neki egy esélyt. A fiatal kölyökkutyáról kiderül, hogy kezelhetetlen, nem hajlandó bezárva vagy otthon maradni, amikor gazdája a többi kutyával dolgozik. Állandóan kiássa magát és megszökik, ha a kennelben hagyják, és felkeresi Seppala kutyás csapatát, összevissza ugrándozik, nagy zavart okozva Seppala kiképzési rutinjában.
Seppala kétszer is megpróbálja elajándékozni a kutyát, de a fiatal állat visszaszökik hozzá, a második alkalommal egy ház bezárt ablaküvegén ugrik ki, ismét visszatér, hogy megtalálja a többi kutyát edzés közben.
Seppala feladja a vele való küzdelmet, és hagyja, hogy a többiekkel együtt fusson. Próbálja a meglévő kutyák mellé befogni a szán elé, különböző pozíciókba, de észreveszi, hogy természetes vezetője a kutyás csapatnak. Úgy dönt, hogy a „Togo” nevet adja neki, egy másik „vesztes”, Tógó Heihacsiró japán admirális után.
Seppala kiképzi Togót, és sikeresen megnyeri vele az All Alaska Sweepstakes nevű szánhúzó versenyt, ami Togónak és neki is helyi hírnevet, valamint 5000 dollár pénzjutalmat hoz.
1925-ben Nome-ban diftériajárvány tör ki, amely főként a gyermekeket érinti, több kisgyerek meghal. A gyógyszer létezik, de 900 km távolságra van. George Maynard polgármester azt tervezi, hogy a szérumot Nenana településről repülővel hoznák el, de ez a téli hóviharok miatt lehetetlennek bizonyul, mert a repüléshez nincs meg a szükséges látótávolság, így a repülő nem szállhat fel.
A városi tisztviselők értekezletén arra a következtetésre jutnak, hogy csak Seppala rendelkezik olyan képességekkel, hogy ilyen időjárásban szánon megtegye a 900 kilométeres utat és vissza is jöjjön az ellenanyaggal. Seppalát győzködik, hogy hozza el a szérumot, ami Nenanában bőven rendelkezésre áll és térjen vissza, amilyen gyorsan csak tud. Seppala nem akarja vállalni az öngyilkos küldetést, nemrég tért haza egy téli vihart megelőzve, de amikor elviszi a helyi orvost a kórházig, és az ablakon benézve meglátja az ágyban fekvő, beteg gyerekeket, másképpen dönt. A felesége le akarja beszélni az útról, bár tudja, hogy a férfi nem lenne képes otthon ülni és nézni, hogy a gyerekek sorban meghalnak.
Seppala úgy dönt, hogy a kutya kora ellenére (Togo ekkor 12 éves, azaz öregnek számít a kutyák közt) elviszi Togót. Seppala elmondja a feleségének, hogy Togo nélkül, aki a csapatot vezeti, ő maga sem valószínű, hogy túlélné az utat.
Seppala csapata a viharos időjárásban megáll egy előőrsön, ahol egy Atiqtalik nevű bennszülött gyógyító ápolja Togo vérző lábát.
Seppala folytatja útját; egyszer majdnem szakadékba zuhannak, de Togo megáll a sziklapárkányon, a leesés előtt. Seppala azon a kis szakaszon rossz útvonalat választott. Seppala egy veszélyes, rövidebb utat választ a befagyott, de olvadásban lévő Norton Sound öblön keresztül, hogy megspóroljon egy napot. A jég olvadását hangos reccsenések és repedések jelzik, ahol víz tör a felszínre.
Eközben, miután Seppala elindult, a politikusok váltásokat szerveznek a szérum gyorsabb visszahozatalára, különböző csapatokkal, amelyeknek egyenként csak 50 km-es szakaszokat kell megtenniük a szérummal, amit egymásnak adnának át. Az akcióról Seppala természetesen nem tud, és majdnem elkerülik egymást azzal az első futárral, aki már elindult a szérummal. (Seppala időnként alvásközeli állapotban irányítja a szánt).
Seppala találkozik a másik szánt irányító társával, Henry Ivanovval, aki a szérumot magával hozta. Így Seppala hamarabb vissza tud fordulni. Csapata ismét a Norton Soundon keresztül halad - ahol a jég már különálló táblákra hasadt fel. A part közelében egy letört jégdarabon rekednek, mivel a partot nem tudják elérni. Seppala kénytelen Togót a partra dobni, ahol a kutya a jégtáblát - rajta a szánnal, Seppalával és a kutyákkal - a partig vontatja. Az erőfeszítés és az azt követő futás a tomboló viharban kimeríti Togót. Újra elérve Atiqtalik előőrsét, a gyógyító közli Seppalával, hogy Togo haldoklik (a tolmács úgy fordítja, hogy „a kutyának pihennie kell”).
Ennek ellenére Seppala sikeresen visszaviszi csapatát Joe Dexter előőrsére, ahol ő, Togo és a csapat lábadozik. A szérumot átadja társának, Gunnar Kaasen szánhajtónak, aki az utolsó szakaszt megtéve visszaérkezik Nome-ba. Egy riporter, aki azt hiszi, hogy ő volt az egyetlen szánhajtó, cikket jelentet meg a Nome-ot megmentő hősről, csalódást okozva ezzel Constance-nak.
Seppala később visszatér Nome-ba, ahol az egész város eljön a házához, hogy megköszönjék, amit tett. Seppalát felzaklatja egy  Sally nevű gyógyult kislány kérdése, hogy Togo haldoklik-e.
Seppala szándékában áll, hogy Togo nélkül (aki a futás során mancssérülést szenvedett és sántikálva jár) folytatja a kutyakiképzést, de a kora és a sérülése ellenére Togo nem hajlandó a házban maradni, utána fut Seppalának, aki tárt karokkal fogadja őt.
A következő két év során Togo sok kutyakölyköt nemz, amelyek a maguk nemében híresnek bizonyulnak, és hozzájárulnak a „Seppala-féle szibériai husky” vérvonalhoz.
Togo még négy évig élt, 1929-ben hunyt el, Seppala pedig továbbra is kutyákat képez. Egy címlap a végén elárulja, hogy míg Balto szobrot kapott a tiszteletére New York-ban, addig Togóra Alaszkában azért emlékeznek, mert ő volt a leghosszabb futás és ő volt Nome igazi hőse, utódait pedig a hajtók világszerte nagyra értékelik szánhúzó képességeik miatt.

## Szereplők
| Szereplő                        | Színész               | Magyar hang            |
| ------------------------------- | --------------------- | ---------------------- |
| Leonhard Seppala                | Willem Dafoe          | Epres Attila           |
| Togo                            | Diesel                | –                      |
| Constance Seppala, feleség      | Julianne Nicholson    | Pálfi Kata             |
| George Maynard, polgármester    | Christopher Heyerdahl | Hannus Zoltán          |
| Dr. Curtis Welch, helyi orvos   | Richard Dormer        | Mertz Tibor            |
| Bill Clark                      | Adrien Dorval         | Papucsek Vilmos        |
| Sally Burdett                   | Madeline Wickins      | Hegedűs Johanna        |
| Amituk                          | Michael Greyeyes      | Jászberényi Gábor      |
| Atiqtalik, bennszülött gyógyító | Nive Nielsen          | eredeti nyelven        |
| Dan Murphy                      | Nikolai Nikolaeff     | Mészáros Tamás         |
| Charlie Olsen                   | Thorbjørn Harr        | Király Adrián          |
| Sarah Foley                     | Catherine McGregor    | Varga Lili             |
| Jafet Lindeberg                 | Michael McElhatton    | Jakab Csaba            |
| Max Adams                       | Paul Piaskowski       | Kossuth Gábor          |
| Joe Dexter                      | Michael Gaston        | Törköly Levente        |
| Gunnar Kaasen                   | Shaun Benson          | Horváth-Töreki Gergely |
| Scotty Allan                    | Jamie McShane         | Fehér Péter            |
| Jafet Lindeberg                 | Michael McElhatton    | Jakab Csaba            |
| Henry Ivanoff                   | Brandon Oakes         | Sarádi Zsolt           |

## A film készítése
2015. október 28-án bejelentették, hogy a Walt Disney Pictures filmet készít az 1925-ös Nome-i Szérumfutásról, amelynek középpontjában egy Togo nevű szánhúzó vezérkutya és gazdája, Leonhard Seppala áll. A forgatókönyvet Tom Flynn írta, a filmkészítést pedig Jessica Virtue és Louie Provost felügyelte volna a Disney megbízásából.
2018. május 16-án bejelentették, hogy Ericson Core rendezi a filmet, Kim Zubick lesz a producer, és a film a Disney+-on debütál. Továbbá azt is közölték, hogy Willem Dafoe lesz a főszereplő, mint Leonhard Seppala, Togo gazdája. 2018. december 10-én Thorbjørn Harr csatlakozott a film szereplőgárdájához.
A film forgatása 2018. szeptember 21-én kezdődött és 2019 februárjában fejeződött be az albertai Cochrane-ben.
A filmben szereplő kutyák többsége a The Snowy Owl Sled Dog Tours Inc. kennelből származik, amely Canmore-ban található. Hugo és Mackey a Snowy Owlból a film során Togo (Diesel) kaszkadőrdublőrjeként szerepeltek. Diesel, a főszereplő kutya, aki Togót alakítja, egy CKC regisztrált szibériai husky a kanadai Új-Fundlandról. Ő a valódi Togo közvetlen leszármazottja, 14 generációra visszamenőleg.
A film vizuális effektjeit a DNEG, a Lola VFX, a Soho és a CoSA VFX készítette.

## Megjelenés
A Togo eredetileg 2019. december 13-án jelent volna meg a Disney+-on, de végül eltolták, és egy héttel később, 2019. december 20-án jelent meg.

## Fordítás
- Ez a szócikk részben vagy egészben  a   Togo (film)  című angol Wikipédia-szócikk fordításán alapul.  Az eredeti cikk szerkesztőit annak laptörténete sorolja fel. Ez a jelzés csupán a megfogalmazás eredetét és a szerzői jogokat jelzi, nem szolgál a cikkben szereplő információk forrásmegjelöléseként.

## Hasonló filmek
- Vasakarat (1994)
- Balto (1995)